# Thunder (이매진 드래곤스의 노래)
〈Thunder〉는 미국의 팝 록 밴드 이매진 드래곤스의 노래이다. 2017년 4월 27일 인터스코프 레코드와 키디나코너에 의해 세 번째 정규 음반인 《Evolve》 (2017년)의 두 번째 싱글로 발매되었다. 댄 레이놀즈, 웨인 서몬, 벤 맥키, 다니엘 플라츠맨, 그리고 프로듀서 알렉스 다 키드와 제이슨 데수지오가 쓴 〈Thunder〉는 미국 빌보드 핫 100에서 4위로 정점을 찍었다. 이 곡은 이 나라에서 〈Radioactive〉, 〈Demons〉, 〈Believer〉에 이어 네 번째 싱글이 되었다. 또한 호주, 오스트리아, 벨기에, 캐나다, 독일, 이탈리아, 뉴질랜드, 폴란드, 슬로바키아, 슬로베니아, 스웨덴에서도 상위 10위권에 진입했다. 이 곡은 그래미 어워드 최우수 팝 듀오/그룹 공연 부문에 후보로 올랐다.

## 뮤직 비디오
이 곡의 공식 뮤직 비디오는 2017년 5월 2일 이매진 드래곤스의 유튜브 채널에 공개되었다. 이 비디오는 두바이에서 촬영되었고 흑백으로 촬영되었다. 이 곡은 댄 레이놀즈가 미래의 도시 주변에서 무용수 하룬 알 압달리, 마마두 바실리, 지안나 기에 의해 묘사된 외계인들 사이에서 노래하고 춤추는 모습을 담고 있다. 이 뮤직 비디오는 조셉 칸이 감독했다.

## 상업적 성과
〈Thunder〉는 미국 빌보드 핫 100에서 4위로 정점을 찍었다. 이 싱글 음반은 벨라루스, 체코, 호주, 오스트리아, 벨기에, 캐나다, 독일, 헝가리, 이탈리아, 네덜란드, 뉴질랜드, 파라과이, 폴란드, 러시아, 슬로바키아, 스웨덴, 스위스에서 톱 10에 올랐다. 이 곡은 《빌보드》 핫 록 송 차트에서 21주, 얼터너티브 송 (3주), 어덜트 톱 40 (7주), 메인스트림 톱 40 (1주) 차트에서 1위를 차지했다.
이 곡은 미국에서 2017년 9번째로 많이 팔린 곡이 되었으며, 그 해에 1,189,000장이 팔렸다.

## 곡 목록
| #  | 제목        | 재생 시간 |
| -- | ----------- | --------- |
| 1. | 〈Thunder〉 | 3:07      |

| #  | 제목                                        | 재생 시간 |
| -- | ------------------------------------------- | --------- |
| 1. | 〈Thunder (오피셜 리믹스) (with K.플레이)〉 | 3:15      |

| #  | 제목         | 재생 시간 |
| -- | ------------ | --------- |
| 1. | 〈Thunder〉  | 3:08      |
| 2. | 〈Believer〉 | 3:22      |

## 인증
| 국가                                                             | 인증         | 판매량/출하량 |
| ---------------------------------------------------------------- | ------------ | ------------- |
| 오스트레일리아 (ARIA)                                            | 10× 플래티넘 | 700,000       |
| 오스트리아 (IFPI 오스트리아)                                     | 2× 플래티넘  | 60,000        |
| 벨기에 (BEA)                                                     | 2× 플래티넘  | 40,000        |
| 브라질 (Pro-Música Brasil)                                       | 다이아몬드   | 250,000       |
| 캐나다 (뮤직 캐나다)                                             | 6× 플래티넘  | 480,000       |
| 덴마크 (IFPI Danmark)                                            | 플래티넘     | 90,000        |
| 프랑스 (SNEP)                                                    | 다이아몬드   | 233,333       |
| 독일 (BVMI)                                                      | 다이아몬드   | 1,000,000     |
| 이탈리아 (FIMI)                                                  | 5× 플래티넘  | 250,000       |
| 뉴질랜드 (RMNZ)                                                  | 2× 플래티넘  | 60,000        |
| 노르웨이 (IFPI 노르웨이)                                         | 2× 플래티넘  | 120,000       |
| 폴란드 (ZPAV)                                                    | 다이아몬드   | 100,000       |
| 포르투갈 (AFP)                                                   | 2× 플래티넘  | 20,000        |
| 대한민국                                                         | —            | 2,500,000     |
| 스페인 (PROMUSICAE)                                              | 플래티넘     | 40,000        |
| 스웨덴 (GLF)                                                     | 5× 플래티넘  | 40,000,000    |
| 영국 (BPI)                                                       | 2× 플래티넘  | 1,200,000     |
| 미국 (RIAA)                                                      | 9× 플래티넘  | 1,900,000     |
| 판매량+스트리밍을 기반으로 한 인증 · 스트리밍을 기반으로 한 인증 |              |               |